# Kỳ đà cây đốm
Kỳ đà Timor hay Kỳ đà cây đốm (danh pháp khoa học: Varanus timorensis) là một loài kỳ đà bản địa đảo đông và đông Timor. 
Kỳ đà Timor nói chung là một màu xanh lá cây đậm hoặc gần như đen, với đốm màu vàng nhẹ dọc theo lưng và màu vàng rơm nhẹ ở mặt dưới của nó. Chúng có một mũi nhọn, thị lực rất tốt, thính lực rất tốt, hàm răng sắc nhọn, và một cái đuôi dài. Chúng cũng có móng vuốt dài và sắc nhọn thích hợp để leo. Loài này phát triển đến chiều dài 61–68 cm, và cân nặng khoảng 100 đến 350 gram.
Kỳ đà Timor là thằn lằn sống trên cây, ban ngày. Chế độ ăn uống của chúng bao gồm nhiều loại thức ăn khác nhau, bao gồm: côn trùng, bọ cạp, loài gặm nhấm nhỏ, và các loài bò sát khác, chẳng hạn như tắc kè và rắn nhỏ. Mùa sinh sản diễn ra từ tháng 12 - tháng 3, và mỗi tổ đẻ đến 11 quả trứng và ấp trứng từ 3-4 tháng, tùy thuộc vào nhiệt độ trung bình. Con non dài khoảng 5 inch, nhưng phát triển nhanh chóng.
Kỳ đà Timor được tìm thấy ở Indonesia, đặc biệt là các đảo Timor, Savu và Rote, và ở Đông Timor.

## Hình ảnh

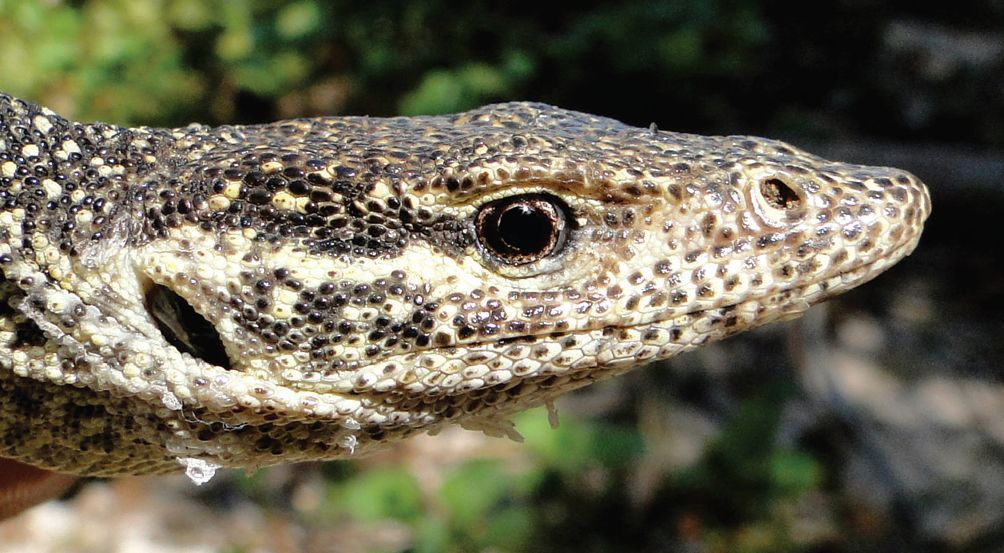
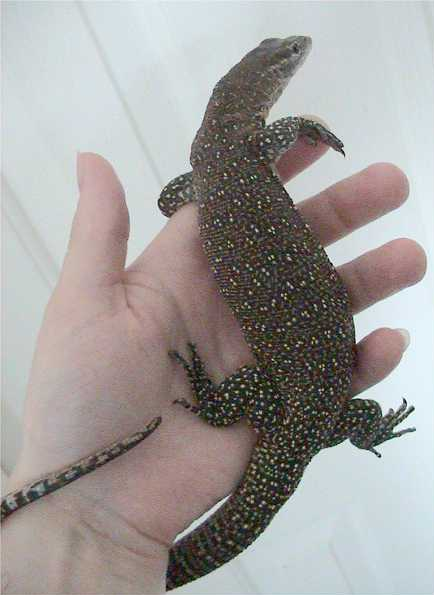